# カール・ハインツ・シュヴァープ
カール・ハインツ・シュヴァープ（Karl-Heinz Schwab, 1920年2月22日 -2008年1月17日）は、ドイツの民法学者、民事訴訟法学者。元エアランゲン大学総長、名誉教授。